# VVV-Venlo
VVV-Venlo (phát âm tiếng Hà Lan: [ˌveːveːˈveː ˈvɛnloː], VVV là viết tắt của Venlose Voetbal Vereniging [ˈvɛnloːzə ˈvudbɑl vəˈreːnəɣɪŋ] nghĩa là "Câu lạc bộ bóng đá Venlo") là một câu lạc bộ bóng đá Hà Lan đến từ Venlo, một thành phố cùng biên giới với Đức. Họ chơi ở Eerste Divisie, giải hạng hai của bóng đá Hà Lan, sau khi xuống hạng từ Eredivisie vào mùa giải 2020–21. Câu lạc bộ chơi các trận đấu trên sân nhà tại sân vận động Covebo Stadion – De Koel, được đặt theo tên của một trong những nhà tài trợ của câu lạc bộ là Covebo Uitzendgroep. Màu áo chình của VVV là vàng và đen.

## Lịch sử

### Thành lập và những thâp kỷ đầu (1903–1952)
VVV có nguồn gốc từ hiệp hội câu lạc bộ bóng đá De Gouden Leeuw, được thành lập bởi một nhóm bạn ở Venlo vào cuối thế kỷ XIX. Một số thay đổi tên nữa đã xảy ra và nhóm này còn được gọi là Valuas trong một khoảng thời gian. Cuối cùng, vào ngày 7 tháng 2 năm 1903, quyết định được đưa ra để đổi tên câu lạc bộ thành Venlose Voetbal Vereniging (VVV), tên hiện tại của câu lạc bộ. VVV đã đi vào sử sách với tư cách là một trong những câu lạc bộ lâu đời nhất của bóng đá chuyên nghiệp Hà Lan. Năm 1909, câu lạc bộ VITOS và THOR hợp nhất và trở thành một phần của VVV. Nhanh chóng theo sau vào năm 1910.
Trong những năm đầu tiên, VVV không thể lọt vào giải đấu cao nhất của bóng đá Hà Lan. Điều này là do trước mùa giải 1911–12, không có giải Eerste Klasse hạng nhất ở miền nam Hà Lan, mà chỉ có Eerste Klasse miền Đông và miền Tây. Từ mùa giải 1912–13, miền Nam cũng có giải Eerste Klasse của riêng mình. VVV đã là một phần của giải đấu này kể từ khi được đưa vào hệ thống bóng đá Hà Lan, với nhiều lần thành công khác nhau. Sau mùa giải 1921–22, câu lạc bộ bị xuống chơi tại giải hạng hai Tweede Klasse. Sau đó, đội đã chơi một thời gian ở Tweede Klasse, giải đấu mà họ đã giành chức vô địch trong nhiều mùa giải. Tuy nhiên, họ đã không thể thăng hạng trở lại Eerste Klasse sau đó. Sau khi Chiến tranh thế giới thứ hai kết thúc, số lượng đội Eerste Klasse được mở rộng, bao gồm cả VVV. Từ năm 1948 đến năm 1952, câu lạc bộ đã cán đích ở vị trí thứ tư tại Eerste Klasse.

### Những năm gần đây (2006–present)
VVV đã trở lại Eredivisie, giải đấu cao nhất ở Hà Lan, bằng cách đánh bại RKC Waalwijk (3–0) trong trận play-off thăng hạng/xuống hạng mùa giải 2006–07. Sau một mùa giải ở Eredivisie, VVV-Venlo bị xuống hạng trở lại Eerste Divisie. Sau một mùa giải duy nhất, VVV-Venlo đã giành được danh hiệu Eerste Divisie 2008–09 và trở lại Eredivisie.
Trong mùa giải 2009–10, VVV đã có kết quả giải đấu tốt nhất kể từ năm 1988 sau khi cán đích ở vị trí thứ 12 tại Eredivisie. Một sự kiện đáng chú ý khác là việc chuyển nhượng cầu thủ ngôi sao Keisuke Honda đến CSKA Moscow. Họ cũng đã ký hợp đồng 10 năm tượng trưng với Baerke van der Meij, một cậu bé mới biết đi sau khi một đoạn video quay cảnh cậu bé lập hat trick vào hộp đồ chơi trở nên phổ biến Honda được thay thế bởi Gonzalo và câu lạc bộ đã ký hợp đồng với cầu thủ người Nhật Bản Maya Yoshida. Sự ra đi của Honda hóa ra lại là một điểm mấu chốt trong mùa giải của câu lạc bộ. Trong nửa sau của mùa giải, đội không thể thắng nổi một trận đấu nào và suýt chút nữa đã thoát khỏi việc xuống hạng.
Vào cuối mùa giải, những cầu thủ chủ chốt như Ruben Schaken và Adil Auassar đều ký hợp đồng với Feyenoord theo dạng chuyển nhượng tự do. Gonzalo trở lại với câu lạc bộ chủ quản Groningen, trong khi Sandro Calabro ký hợp đồng với câu lạc bộ Thụy Sĩ St. Gallen. Câu lạc bộ đã ký hợp đồng với Ruud Boymans và cầu thủ người Nigeria Ahmed Musa để tăng cường đội hình cho mùa giải 2010–11. Họ đã tránh được việc xuống hạng, nhưng đó là một mùa giải khó khăn cho Venlo khi Jan van Dijk bị sa thải và cựu tuyển thủ Patrick Paauwe chấm dứt hợp đồng sau khi thua các đối thủ cạnh tranh suất xuống hạng.
Huấn luyện viên người Bỉ Glen De Boeck đã được ký hợp đồng cho mùa giải tiếp theo, nhưng không cải thiện được kết quả. Do đó, ông đã từ chức vào tháng 12 năm 2011. Ton Lokhoff được bổ nhiệm làm huấn luyện viên mới và đã thành công trong việc tránh khỏi việc xuống hạng bằng cách giành chiến thắng trong trận play-off sau mùa giải. Tuy nhiên, trong mùa giải 2012–13, câu lạc bộ đã xuống hạng sau khi thua trận play-off thăng hạng/xuống hạng trước Go Ahead Eagles . Câu lạc bộ đứng thứ năm trong mùa giải Eerste Divisie đầu tiên kể từ khi thăng hạng vào năm 2009. Nhưng một lần nữa, câu lạc bộ đã lên hạng và trở lại Eredivisie vào năm 2017, sau khi giành quyền thăng hạng khi đánh bại RKC Waalwijk.
Vào ngày 24 tháng 10 năm 2020, VVV-Venlo phải chịu thất bại nặng nề nhất trong lịch sử Eredivisie sau khi thua Ajax sau khi thua ở sân nhà với tỷ số 13–0.

## Cầu thủ Nhật Bản
Kể từ khi Keisuke Honda chuyển đến VVV từ Nagoya Grampus vào năm 2008, rất nhiều cầu thủ Nhật Bản đã thi đấu tại VVV-Venlo, bao gồm Maya Yoshida, Robert Cullen và Yuki Otsu. Sef Vergoossen,huấn luyện viên huyền thoại của câu lạc bộ, và người đại diện người Nhật Bản Tetsuro Kiooka là cầu nối giữa các cầu thủ Nhật Bản và câu lạc bộ.

## Hỗ trợ cộng đồng
Linh vật chính thức của câu lạc bộ kể từ ngày 1 tháng 7 năm 2004 là một chú chó tên là "Koelie" (tiếng Anh: Coolie).
Bảo tàng Jan Klaassens, được thành lập vào năm 2003, nằm ở trung tâm thành phố Venlo và được điều hành bởi Bảo tàng Limburgs. Kể từ năm 2005, VVV đã trao Giải thưởng Jan Klaassens hàng năm cho những tài năng lớn nhất từ học viện thanh thiếu niên của chính mình.
Đài tưởng niệm Herman Teeuwen, được đặt theo tên của biểu tượng câu lạc bộ đột ngột qua đời vào năm 2003, kể từ năm 2004 đã được câu lạc bộ tổ chức, thường là với các câu lạc bộ nước ngoài nổi tiếng tham gia trên cơ sở mời.
VVV đã thông báo vào tháng 7 năm 2015 rằng họ sẽ treo chiếc áo số 28 để tưởng nhớ cầu thủ trẻ Beau Vilters, người trước đó đã mặc số áo đó nhưng đã thiệt mạng trong một vụ tai nạn giao thông vào ngày 14 tháng 6 năm 2015, ở tuổi 18.
Vào tháng 4 năm 2011, sau khi một video lan truyền về một cậu bé địa phương, Baerke van der Meij, cháu trai của cầu thủ VVV Jan van der Meij, video cho thấy cậu bé ghi một cú hat trick vào hộp đồ chơi của mình, câu lạc bộ đã trao cho cậu bé 18 tháng tuổi một hợp đồng danh dự.

## Sân vận động
VVV-Venlo hiện đang chơi tại De Koel ở Venlo. Sân vận động có sức chứa 8.000 người và được xây dựng vào năm 1972. Sân được đặt tên theo nhà tài trợ chính, do đó có tên hiện tại là Covebo Stadion De Koel.

## Cầu thủ

### Đội hình hiện tại
Tính đến 10 tháng 2 năm 2023
Ghi chú: Quốc kỳ chỉ đội tuyển quốc gia được xác định rõ trong điều lệ tư cách FIFA. Các cầu thủ có thể giữ hơn một quốc tịch ngoài FIFA.
| Số | VT | Quốc gia     | Cầu thủ               |
| -- | -- | ------------ | --------------------- |
| 1  | TM | Hà Lan       | Ennio van der Gouw    |
| 2  | HV | Đức          | Brian Koglin          |
| 3  | HV | Hà Lan       | Sem Dirks             |
| 4  | HV | Hà Lan       | Rick Ketting          |
| 5  | HV | Hà Lan       | Simon Janssen         |
| 6  | TV | Hà Lan       | Mitchell van Rooijen  |
| 7  | TV | Thụy Điển    | Carl Johansson        |
| 8  | TV | Hà Lan       | Kees de Boer          |
| 9  | TĐ | Hà Lan       | Sven Braken (captain) |
| 10 | TĐ | Hà Lan       | Nick Venema           |
| 11 | TV | Hà Lan       | Thijme Verheijen      |
| 12 | TV | Hà Lan       | Joep Kluskens         |
| 13 | TV | Cộng hòa Séc | Richard Sedláček      |
| 14 | TV | Hà Lan       | Levi Smans            |

| Số | VT | Quốc gia     | Cầu thủ                                      |
| -- | -- | ------------ | -------------------------------------------- |
| 16 | TV | Hà Lan       | Robert Klaasen                               |
| 17 | HV | Hà Lan       | Tristan Dekker                               |
| 18 | HV | Hà Lan       | Robin Lathouwers                             |
| 19 | TĐ | Suriname     | Yahcuroo Roemer                              |
| 20 | HV | Hà Lan       | Jens Jacobs                                  |
| 21 | TĐ | Iceland      | Kristófer Kristinsson                        |
| 23 | TV | Hà Lan       | Daan Huisman (cho mượn từ Vitesse)           |
| 25 | HV | Hà Lan       | Stan Henderikx                               |
| 27 | TĐ | Hà Lan       | Martijn Berden (cho mựon từ Go Ahead Eagles) |
| 29 | TĐ | Thổ Nhĩ Kỳ   | Özcan Yaşar                                  |
| 30 | TM | Hà Lan       | Jens Craenmehr                               |
| 34 | TĐ | Hà Lan       | Soulaïman Allouch                            |
| 38 | TM | Cộng hòa Séc | Lukáš Zima                                   |

### Số ảo treo
28 —  Beau Vilters , hậu vệ (2014–15) — truy tặng danh dự

### Những cầu thủ đáng chú ý
- Remco Torken
- Keisuke Honda
- Giorgos Giakoumakis

## Ban huấn luyện
| Vị trí                  | Tên                                      |
| ----------------------- | ---------------------------------------- |
| Huấn luyện viên         | Rick Kruys                               |
| Trợ lý huấn luyện viên  | Jay Driessen                             |
| Huấn luyện viên đội một | Frank van Kempen                         |
| Huấn luyện viên thủ m   | John Roox                                |
| Trưởng tuyển trạch viên | Jan Verbong                              |
| Tuyển trạch viên        | Marc van Hintum                          |
| Bác sĩ                  | Rolf Timmermans                          |
| Bác sĩ trị liệu         | Rinus Louwers Hans Kuijpers Falk Louwers |
| Đội chính thức          | Harrold Kerren                           |
| Cố vấn                  | Hai Berden                               |
| Giám đốc bóng đá        | Stan Valckx                              |
| Giám đốc thể thao       | Albert van der Weide                     |
| Quản lý đội             | Niels Mulders                            |
| Giám đốc kỹ thuật       | Willem Janssen                           |

## Lịch sử huấn luyện viên
| Năm     | Tên                   | QT       |
| ------- | --------------------- | -------- |
| 1954–56 | Ferdi Silz            | Đức      |
| 1956–60 | Wilhelm Kment         | Áo       |
| 1961–63 | Ferdi Silz            | Đức      |
| 1964–65 | Josef Gesell          | Đức      |
| 1968–69 | Bas Paauwe            | Hà Lan   |
| 1970–72 | Josef Gesell          | Đức      |
| 1972–78 | Rob Baan              | Hà Lan   |
| 1978–79 | Hans Croon            | Nhật Bản |
| 1979    | Sef Vergoossen (a.i.) | Hà Lan   |
| 1979–81 | Jan Morsing           | Hà Lan   |
| 1981–86 | Sef Vergoossen        | Hà Lan   |
| 1986–88 | Jan Reker             | Hà Lan   |

| Năm       | Tên                   | QT     |
| --------- | --------------------- | ------ |
| 1989      | Sef Vergoossen (a.i.) | Hà Lan |
| 1992–94   | Frans Körver          | Hà Lan |
| 1995–96   | Jan Versleijen        | Hà Lan |
| 1996      | Joop Brand (a.i.)     | Hà Lan |
| 1996–98   | Henk van Stee         | Hà Lan |
| 1998–2000 | Hennie Spijkerman     | Hà Lan |
| 2000–01   | Jan Versleijen        | Hà Lan |
| 2001–04   | Wim Dusseldorp        | Hà Lan |
| 2004–05   | Adrie Koster          | Hà Lan |
| 2005–06   | Herbert Neumann       | Đức    |
| 2006–08   | André Wetzel          | Hà Lan |
| 2008–10   | Jan van Dijk          | Hà Lan |

| Năm          | Tên                  | QT     |
| ------------ | -------------------- | ------ |
| 2010–11      | Willy Boessen (a.i.) | Hà Lan |
| 2011         | Glen De Boeck        | Bỉ     |
| 2011         | Willy Boessen (a.i.) | Hà Lan |
| 2012–13      | Ton Lokhoff          | Hà Lan |
| 2013–14      | René Trost           | Hà Lan |
| 2014–19      | Maurice Steijn       | Hà Lan |
| 2019         | Robert Maaskant      | Hà Lan |
| 2019         | Jay Driessen (a.i.)  | Hà Lan |
| 2019–2021    | Hans de Koning       | Hà Lan |
| 2021–present | Jos Luhukay          | Hà Lan |